# Arterias ileales
Las arterias ileales son arterias que suministran sangre oxigenada al íleon, una porción del intestino delgado en los mamíferos, reptiles y aves. 

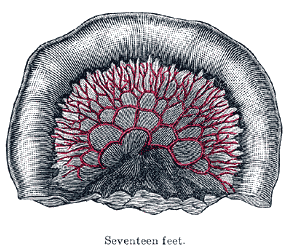
Arterias del Ileon.

Nacen de la arteria mesentérica superior. No presentan ramas.
- Datos: Q4117834